# Everyday Robots
| Recensione | Giudizio |
| ---------- | -------- |
| AllMusic   |          |

Everyday Robots è un album discografico del musicista britannico Damon Albarn, frontman di Blur e Gorillaz. L'album è stato pubblicato nel maggio 2014.

## Il disco
L'album è stato registrato in diversi studi nel periodo 2011-2013; in particolare è stato registrato in Inghilterra, precisamente a Portobello Road e a Ladbroke Grove, mentre negli Stati Uniti sono state condotte delle sessioni a New York.
La produzione è stata curata dallo stesso Albarn con Richard Russell e con il lavoro addizionale di Brian Eno. Al lato artistico dell'album hanno contribuito anche Natasha Khan (Bat for Lashes) e il Leytonstone City Mission Choir.
Ben cinque sono stati i brani estratti dall'album e pubblicati come singoli prima della pubblicazione dello stesso album: Lonely Press Play (febbraio 2014), la title track Everyday Robots (3 marzo 2014), Hollow Ponds, Mr Tembo e Heavy Seas of Love (questi ultimi tre nell'aprile 2014 a distanza di pochi giorni l'uno dall'altro).

## Tracce
1. Everyday Robots – 3:57
2. Hostiles – 4:09
3. Lonely Press Play – 3:42
4. Mr Tembo (feat. The Leytonstone City Mission Choir) – 3:43
5. Parakeet – 0:43
6. The Selfish Giant (feat. Natasha Khan) – 4:47
7. You and Me (feat. Brian Eno) – 7:05
8. Hollow Ponds – 4:59
9. Seven High – 1:00
10. Photographs (You Are Taking Now) – 4:43
11. The History of a Cheating Heart – 4:00
12. Heavy Seas of Love (feat. Brian Eno & The Leytonstone City Mission Choir) – 3:44

Tracce aggiuntive iTunes
1. Father's Daughter's Son – 3:39
2. Empty Club – 3:16

## Classifiche
| Classifica                          | Posizione raggiunta |
| ----------------------------------- | ------------------- |
| Official Albums Chart (Regno Unito) | 2                   |
| Billboard 200 (Stati Uniti)         | 32                  |
| FIMI (Italia)                       | 10                  |
| IRMA (Irlanda)                      | 3                   |
| Media Control (Germania)            | 7                   |